# Олтина (Калараш)
Олтина (рум. Oltina) насеље је у Румунији у округу Калараш у општини Униреа. Oпштина се налази на надморској висини од 16 m.

## Становништво
Према подацима из 2002. године у насељу је живело 517 становника, од којих су сви румунске националности.